# Ceylonbarbett
Ceylonbarbett (Psilopogon rubricapillus) är en fågel i familjen asiatiska barbetter inom ordningen hackspettartade fåglar.

## Utseende
Ceylonbarbetten är en liten (16–17 cm), knubbig och grön barbett med rödaktiga ben och fötter. Den är mycket lik malabarbarbetten, men denna är något större, något gulare undertill och svagt fläckad på bröst och flanker samt har rött istället för gult på kind, ögonbryn och strupe.

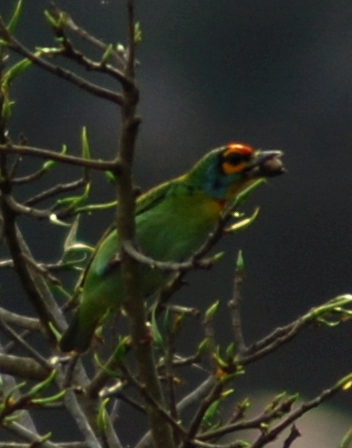

## Utbredning och systematik
Arten förekommer enbart på Sri Lanka. Tidigare behandlades även malabarbarbett som underart till ceylonbarbetten men den har idag fått artstatus. 

### Släktestillhörighet
Arten placerades tidigare liksom de allra flesta asiatiska barbetter i släktet Megalaima, men DNA-studier visar att eldtofsbarbetten (Psilopogon pyrolophus) är en del av Megalaima. Eftersom Psilopogon har prioritet före Megalaima, det vill säga namngavs före, inkluderas numera det senare släktet i det förra.

## Status och hot
Arten har ett stort utbredningsområde och en stor population, men tros minska i antal, dock inte tillräckligt kraftigt för att den ska betraktas som hotad. Internationella naturvårdsunionen IUCN kategoriserar därför arten som livskraftig (LC).